# Заросляк мексиканський
Заросляк мексиканський (Arremon virenticeps) — вид горобцеподібних птахів родини Passerellidae. Ендемік Мексики.

## Таксономія
Мексиканський заросляк був описаний Шарлєм Люсьєном Бонапартом в 1855 році. Його довгий час відносили до роду Buarremon, однак за результатами молекулярно-філогенетичного дослідження птах був віднесений до роду Тихоголос (Arremon).

## Опис
Довжина птаха становить 19 см. Виду не притаманний статевий диморфізм. Верхня частина тіла оливково-зелена, нижня частина тіла сіра. Обличчя чорне, горло біле, на тім'їчорно-зелені смужки. На лобі над дзьобом дві білі плямки, дзьоб довгий і чорний. Молоді птахи мають тьмяно-коричневе забарвлення, з жовтими смужками на животі і горлі і без помітних смужок на тім'ї.

## Поширення і екологія
Мексиканський заросляк мешкає в густому підліску субтропічних гірських лісів Західної Сьєрра-Мадре і гір Трансмексиканського вулканічного поясу. Птах живе на висоті 1800-3000 м над рівнем моря.